# Kansas City Life Insurance Company
Die Kansas City Life Insurance Company ist ein Versicherungsunternehmen mit Sitz in Kansas City, Missouri. Das Unternehmen bietet unter anderem Lebensversicherungen und andere Investmentprodukte an. Kansas City Life hat in den Vereinigten Staaten mehr als eine halbe Million Kunden, die von rund 1.400 Versicherungsagenten betreut werden.

## Tochterunternehmen
Die Kansas City Life Group umfasst neben der Kansas City Life Insurance Company auch folgende Unternehmen:
- Old American Insurance Company
- Sunset Life Insurance Company of America
- Sunset Financial Services Inc.